# Geuda Springs
Geuda Springs is een plaats (city) in de Amerikaanse staat Kansas, en valt bestuurlijk gezien onder Cowley County en Sumner County.

## Demografie
Bij de volkstelling in 2000 werd het aantal inwoners vastgesteld op 212.
In 2006 is het aantal inwoners door het United States Census Bureau geschat op 201, een daling van 11 (-5,2%).

## Geografie
Volgens het United States Census Bureau beslaat de plaats een oppervlakte van
1,2 km², geheel bestaande uit land. Geuda Springs ligt op ongeveer 339 m boven zeeniveau.

## Plaatsen in de nabije omgeving
De onderstaande figuur toont nabijgelegen plaatsen in een straal van 28 km rond Geuda Springs.